# Victor Pace
Victor John Pace (Sliema, 3 maggio 1907 – Sliema, 15 agosto 2000) è stato un pallanuotista maltese.
Ha fatto parte di Malta, che ha partecipato ai Giochi di Amsterdam 1928, dove ha giocato due partite, rispettivamente contro Lussemburgo e Stati Uniti, senza segnare nessun gol.
Nel periodo 1968-1973, è stato presidente del Comitato Olimpico Maltese.